# Orgilus kaszabi
Orgilus kaszabi är en stekelart som beskrevs av Taeger 1991. Orgilus kaszabi ingår i släktet Orgilus och familjen bracksteklar. Inga underarter finns listade i Catalogue of Life.